# Barbar
Barbar (von altgriechisch βάρβαρος bárbaros, Plural βάρβαροι bárbaroi) war im antiken Griechenland die ursprüngliche Bezeichnung für alle diejenigen, die nicht (oder schlecht) Griechisch und damit unverständlich sprachen (wörtlich „Stammler“, „Stotterer“, eigentlich: „br-br-Sager“). Parallel wurde von den Indern das Sanskrit-Wort barbarāh (Plur.), ‚Stammler, Laller‘ zur Bezeichnung fremdartiger Völker verwendet.
Später bezeichnete der Begriff „Barbaren“ Völkerschaften, die nach antiker Auffassung der Griechen und Römer auf einer niedereren Kulturstufe standen als sie selbst.
Im modernen Sprachgebrauch wird der Begriff abfällig in der Bedeutung „roh-unzivilisierte, ungebildete Menschen“ verwendet. Der Begriff „Barbar“ („ein europäisches Schlüsselwort“) bzw. „Barbarentum“ dient seit Beginn der Antike innerhalb eines helleno- respektive anderweitig ethnozentrischen Weltbildes als abgrenzende und abwertende Bezeichnung für die Andersartigkeit fremder Kulturen, seien sie in regionaler (vor allem Rand- und Grenzvölker) oder weltanschaulicher (Christen, „Heiden“, Juden) Distanz. Parallel dazu geht eine stark rhetorisch-propagandistisch aufgeladene Verwendung des Begriffs, die selten die reale Nähe oder Ferne der jeweils gegenübergestellten Kulturen trifft. „Die Sprachfigur blieb erhalten, sofern der negativ besetzbare Pol des Barbaren oder der Barbarei immer zur Verfügung stand, um die jeweils eigene Stellung per negationem abzuschirmen oder expansiv auszubreiten.“

## Zur Bedeutung
Im griechischen Bereich erscheint der Ausdruck erstmals bei Homer (Ilias II, Vers 867), und zwar in Bezug auf die „barbarisch sprechenden“ (barbarophonoi) kleinasiatischen Karer.
Die Sammelbezeichnung Barbaren war fortan für alle Nichtgriechen bestimmt, für Völker also, die nicht Griechisch sprachen oder nicht die Olympischen Götter verehrten. Dies war zunächst wohl kein Ausdruck von Verachtung. Auch in den Historien des Herodot ist die Einleitung bedeutsam, wo er parallelisierend vom Ruhm der Griechen und Barbaren spricht. Jedoch wandelte sich bereits ab dem 6. Jahrhundert v. Chr. der Begriff. Auch die griechische Identität(en) stiftenden Perserkriege trugen zur Begründung des später geläufigen Barbarenbildes bei. So wurden später ganz allgemein kulturell Unterlegene, ob Griechen oder nicht, als „Barbaren“ bezeichnet – die demokratischen Athener nannten beispielsweise die kriegerischen Lakedaimonier Spartas „Barbaren“.
Die Römer, die den Griechen anfangs selbst als Barbaren galten, übernahmen die Bezeichnung barbarus für alle Menschen ohne griechisch-römische Bildung, da die Römer seit dem zweiten vorchristlichen Jahrhundert die Kultur und Bildung der besiegten Griechen schätzen lernten. Daher hatten gebildete Griechen bei den Römern eine privilegierte Stellung in der Gesellschaft. Sie waren in den römischen Familien (zum Beispiel der Scipionen) als Erzieher beschäftigt (vgl. Polybios), und die griechische Philosophie und Bildung wurde auch im Römischen Reich hoch geehrt. Es existierten durchaus stereotype Vorurteile gegenüber Germanen und anderen Menschen, die von außerhalb des griechisch-römischen Kulturkreises stammten, wie in den Quellen gerade im Zusammenhang mit der sogenannten Völkerwanderung belegt ist, als auch römische Offiziere „barbarischer Herkunft“ Verschwörungen bei Hof zum Opfer fielen (etwa Stilicho).
Einen Bürger Roms als einen barbarus zu bezeichnen, war in bestimmten Zusammenhängen eine grobe Beleidigung. In der modernen Forschung wird bisweilen das Gebiet außerhalb des römischen Imperiums als Barbaricum bezeichnet. Zugleich aber wandelte sich in der Spätantike die Bedeutung von barbarus: Das Wort konnte nun auch durchaus positiv im Sinne von „wild“, „kriegerisch“, „mutig“ verwendet werden und bezeichnete nicht mehr unbedingt einen Nichtrömer, sondern eine Person, die kein Zivilist war. (Das italienische bravo und das englische Wort brave sowie das deutsche brav sind von barbarus abgeleitet – wobei sich die ursprüngliche Bedeutung somit im Deutschen ins Gegenteil gewandelt hat).
In europäischen Geschichtstheorien des 18. und 19. Jahrhunderts wurde der Begriff zur Charakterisierung einer Phase im linear verstandenen Entwicklungsprozess (siehe auch: Evolutionismus, Sozialdarwinismus) der Menschheit verwendet. Hierbei wurden die „Wilden“ (Jäger-und-Sammler-Kulturen), die „Barbaren“ (traditionelle Feldbauern oder nomadische Viehzüchter-Kulturen) – später zusammen als „Naturvölker“ bezeichnet – und die „Zivilisierten“ (agrarisch-städtische, schriftverwendende staatliche Hochkulturen) unterschieden, die später „Kulturvölker“ genannt wurden.
Im heutigen Wortgebrauch bezeichnet der Begriff abwertend Menschen, deren Verhaltensstandards weniger „zivilisiert“, also von weniger Selbstkontrolle gekennzeichnet sind als der Standard der Person, die jeweils den Begriff verwendet. Die als „barbarisch“ bezeichnete Person wird also zum Beispiel als gewalttätiger, lauter oder direkter im emotionalen Ausdruck empfunden. Weitere abwertende Begriffe mit ähnlicher Bedeutung sind etwa: „ungeschliffen“, „roh“, „primitiv“, „kulturlos“ oder „unzivilisiert“.
Der Gegenbegriff zu „barbarisch“ ist heute demgemäß etwa „zivilisiert“.

## Begriffsgeschichte
Der Begriff des Barbaren hat bis in unsere heutige Zeit viele Bedeutungswandel erfahren. Daher kann man nicht mehr von einer konkreten Bezeichnung ausgehen, sondern er ist vielmehr eine Metapher, welche sich im Laufe der Geschichte veränderte.
- Griechisch-römische Antike: Schon in der Antike wandelte sich der Barbar vom „Sprecher einer rauen Sprache“ bei Homer zu einem Nicht-Hellenen bei Herodot. Aischylos bezeichnet in seinem Drama Die Perser die persischen Schiffe unter dem Perserkönig Xerxes I. als barbarische Flotte.[7] In römischer Zeit galt grundsätzlich jede Person, die von außerhalb des griechisch-römischen Kulturkreises stammte, als Barbar, wenngleich dies nicht verhinderte, dass in der Spätantike solche Personen etwa im Militär Karriere machen konnten.

- China: Personen außerhalb des chinesischen Kulturkreises, wie Angehörige eines der diversen Reitervölker aus der Steppenzone, galten (ganz ähnlich wie im antiken griechisch-römischen Westen) als Barbaren (Yi-Di). Dies führte dazu, dass im Kontakt mit Reitervölkern lange Zeit die sogenannte Heqin-Heiratspolitik betrieben wurde, um überhaupt diplomatische Kontakte pflegen zu können.[8]

- Mittelalter: Im Mittelalter war die Vorstellung des Barbaren stark mit der des Heiden verknüpft. Somit wurden auch die im Vergleich zum christlichen Abendland technisch und kulturell weiterentwickelten Araber zu Barbaren. Georg Scheibelreiter verwendet den Begriff jedoch auch für bereits christianisierte westgermanische Führungseliten – insbesondere die Merowinger –, die sich unter dem Gefühl ständigen Gefährdetseins mittels brutaler und heimtückischer Verbrechen kurzfristige Vorteile verschafften und potenzielle Gegner aus konkurrierenden Adelsgruppen auf bloßen Verdacht hin physisch ausschalteten. Dabei werden christliche Werte ebenso wie aus der Spätantike überlieferte galloromanisch-„zivilisierte“ Einigungsformen in Auseinandersetzungen faktisch außer Kraft gesetzt; die Mechanismen religiöser Hemmung funktionieren nicht. Nur durch sinnlich unmittelbar erfahrbare Erfolglosigkeit, nicht durch fromme Predigten kann dieses Verhalten verändert werden. Den stärker romanisierten Stämmen wie den Burgunden erschien dieses Verhalten als unberechenbar und barbarisch.[9]

- Wende zur Neuzeit: Mit den Entdeckungsreisen an der Wende zur Neuzeit begann eine Ausdifferenzierung des Barbarenbegriffs. So wurden zum Beispiel die Chinesen, welche Marco Polo beschrieb, eher als Exoten wahrgenommen, während die indigenen Völker Nord-, Mittel- und Südamerikas eher als Barbaren bezeichnet wurden. Durch die Beschreibung der indigenen Völker Nord- und Mittelamerikas als Barbaren wurde ihnen der Verstand und damit teilweise auch die Menschlichkeit abgesagt, was als Legitimationsmuster für ihre Unterwerfung durch die Spanier diente.[10] Die afrikanischen Sklaven nahmen den untersten Platz in der Rezeptionshierarchie ein.

- Humanismus: Das romantisierende Bild des Barbaren als kulturelle Projektionsfigur im 18. und 19. Jahrhundert sollte im Zusammenhang mit Jean-Jacques Rousseaus Idee des „edlen Wilden“ betrachtet werden.